# Consequencialismo

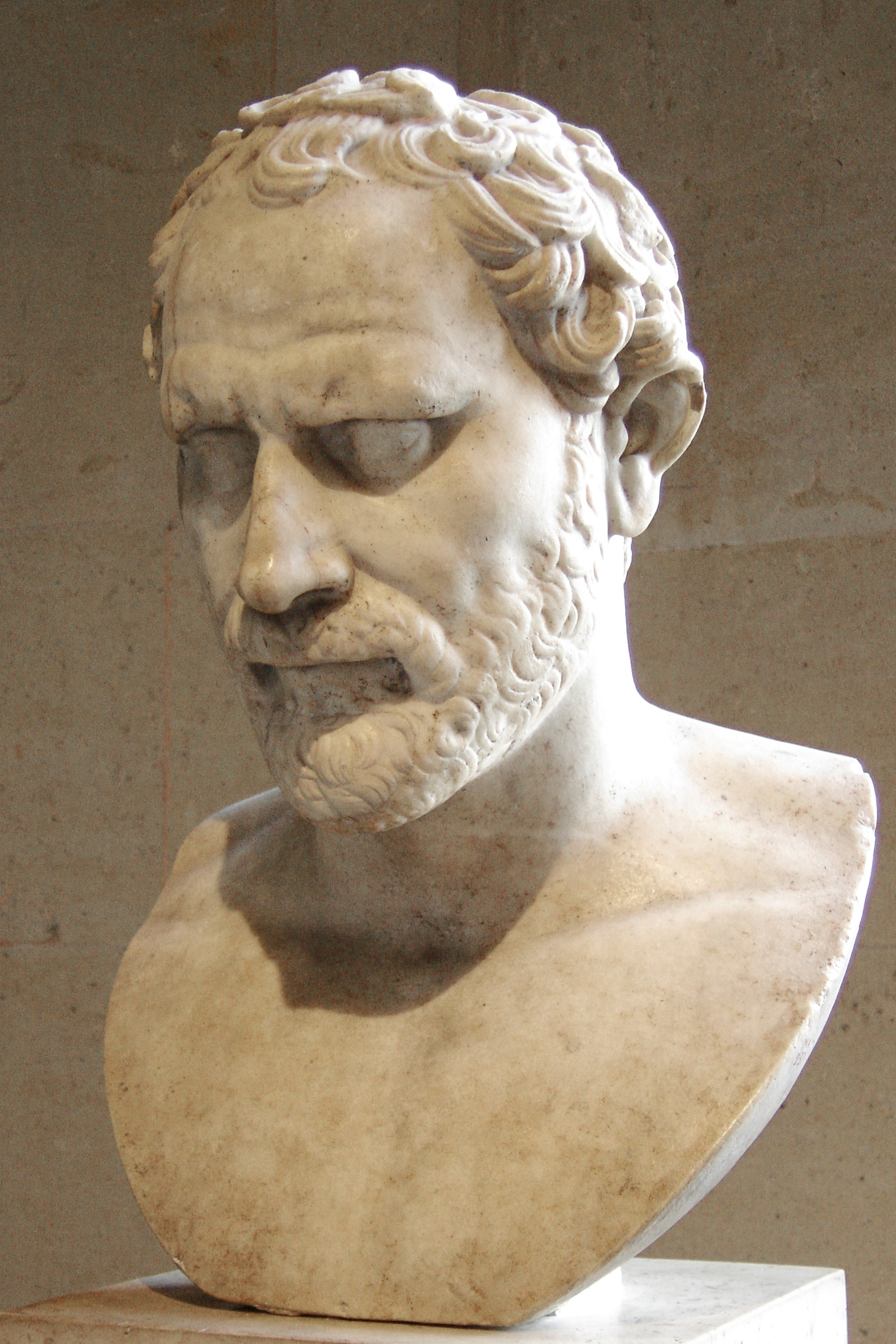
“Toda vantagem obtida antes é julgada à luz do resultado final.”
—Demóstenes

Consequencialismo é um termo filosófico criado por Elizabeth Anscombe em “Modern Moral Philosophy”, 1958, para defender a tese de que um agente é responsável tanto pelas consequências intencionais de um ato, como pelas não intencionais quando previstas e não evitadas. Portanto, as consequências deveriam ser levadas em consideração quando se faz juízos sobre o correto e incorreto.
A tese de Anscombe difere daquela anterior, de Henry Sidgwick, que não fazia a distinção entre as consequências não intencionais previstas e imprevistas para a atribuição de responsabilidades. Uma ação é justa se, e somente se, o seu resultado total for o melhor possível.

## Teorias
Muitos autores agora usam o termo “utilitarismo” para designar um tipo de consequencialismo. Alguns reservam esse termo para o ponto de vista que combina o consequencialismo com a premissa hedonista de que apenas o prazer tem valor intrínseco. Outros reservam o termo para o ponto de vista que combina o consequencialismo com a premissa eudemonística de que a felicidade tem valor intrínseco.
O consequencialismo também pode ser contrastado com teorias morais e com a ética da virtude. Criticando as teorias consequencialistas, que postulam que as consequências da ação devem ser o foco principal do nosso pensamento sobre a ética, as teorias da virtude ética insistem que é mais o caráter da ação, e não as consequências, que devem ser o foco principal. Alguns especialistas em ética da virtude sustentam que as teorias consequencialistas desconsideram o desenvolvimento e a importância do caráter moral. Por exemplo, há quem argumente que as consequências em si não têm conteúdo ético, a menos que tenham resultado de uma virtude como a benevolência. No entanto, a ética da virtude e o consequencialismo podem não ser totalmente antagônicos.
Há teorias consequencialistas que podem considerar o caráter de várias maneiras. Por exemplo, os efeitos sobre o caráter do agente, ou quaisquer outras pessoas envolvidas numa ação, podem ser considerados como uma consequência relevante.
Da mesma forma, com uma teoria consequencialista pode-se ter por objetivo a maximização de uma virtude particular, ou conjunto de virtudes. Por fim, pode-se adotar por um determinado tipo de consequencialismo, como aquele que argumenta que a atividade virtuosa, em última análise, produz as melhores consequências.